# محظية عطرة
المحظية العطرة (بالصينية: 香妃؛ البينيين: Xiāng Fēi؛ ويد–جيلز: Hsiang Fei) (الأويغورية: ئىپارخان) هي شخصية في الأسطورة الصينية اتخذها الإمبراطور تشيان لونغ من أسرة تشينغ زوجة في القرن الثامن عشر. على الرغم من الاعتقاد بأن القصص عنها أسطورية، إلا أنها ربما كانت مبنية على محظية حقيقية من غرب الصين دخل الحريم الإمبراطوري في عام 1760 وحصلت على لقب "القرينة الإمبراطورية رونغ [الإنجليزية]" ((容妃؛ Róng Fēi) ). تختلف روايات أسرة تشينغ والإوغور حول أسطورة المحظية العطرة بشكل كبير، وتمثل تجربتها رمزًا قويًا لكلا الثقافتين. أصبحت القصة مشهورة جدًا في أوائل القرن العشرين وتم تحويلها منذ ذلك الحين إلى العديد من المسرحيات والأفلام والكتب.

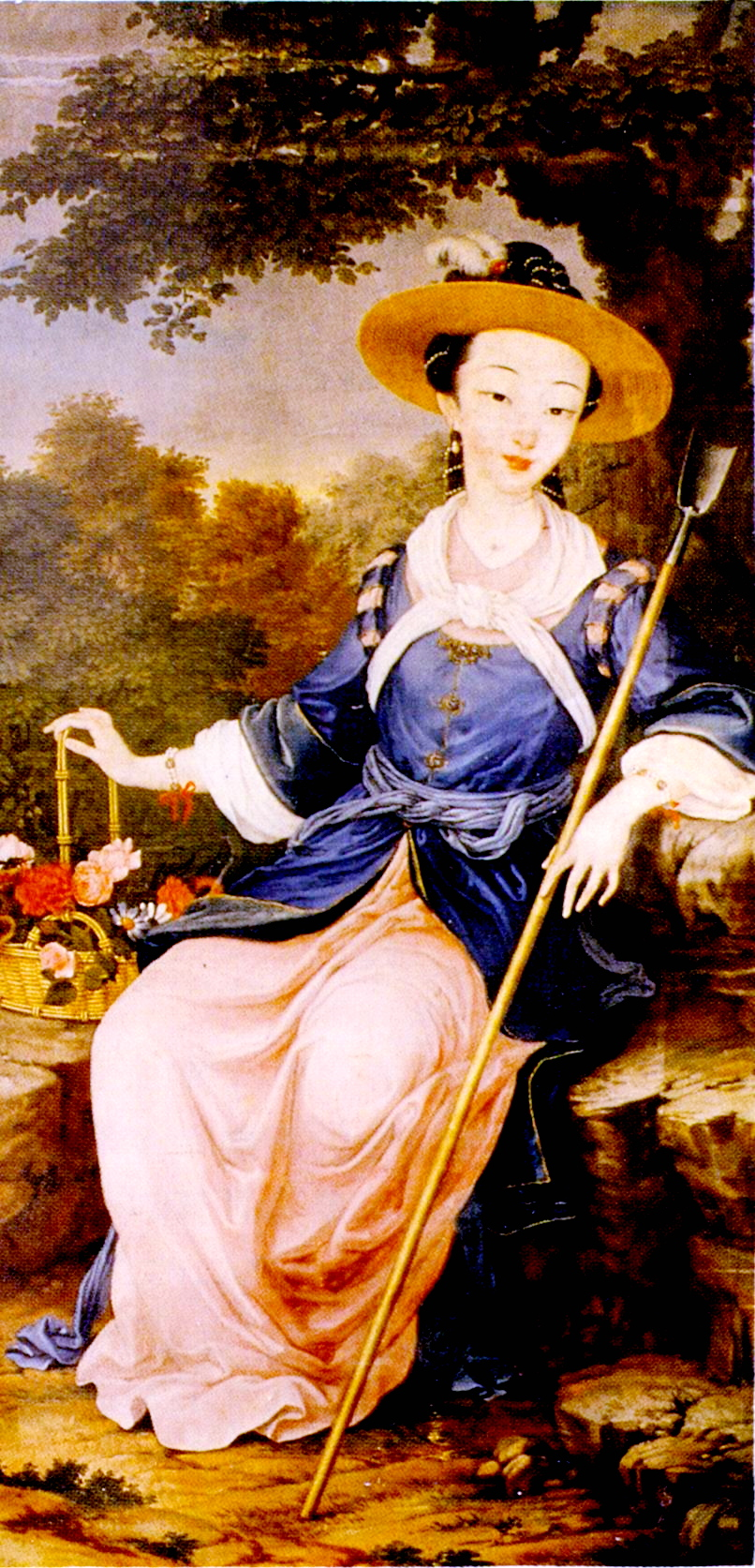
المحظية العطرة في الزي الغربي

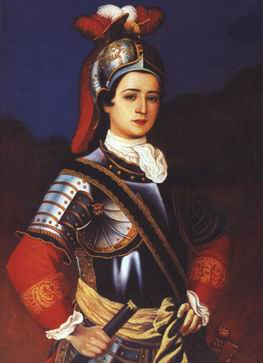
إيبارهان في الدرع

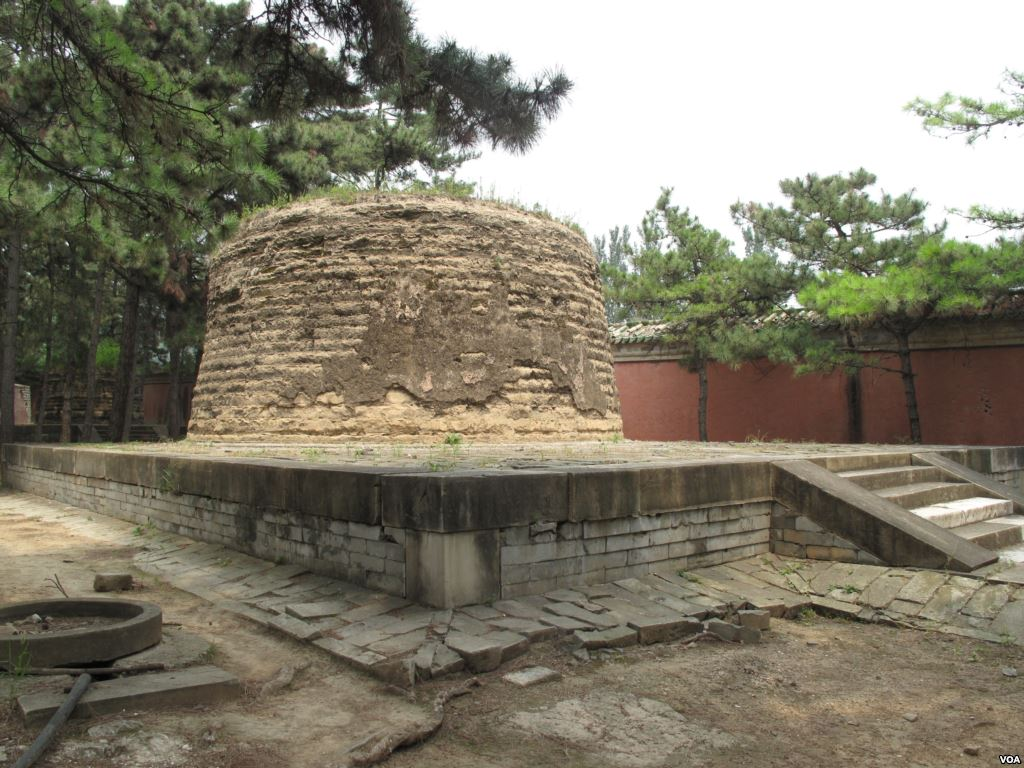
قبر الزوجة الإمبراطورية رونغ في مقابر تشينغ الشرقية

## ملحوظات
1. 1 2  مُعرِّف الملف الاستنادي المُتكامِل (GND): 137794509. مذكور في: كتالوج المكتبة الوطنية الألمانية. الوصول: 17 يوليو 2021. لغة العمل أو لغة الاسم: الألمانية.